# Eugen Relgis

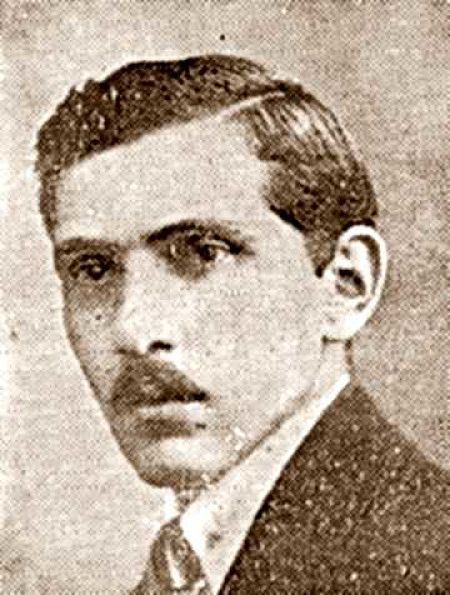
Eugen Relgis

Eugen Relgis (Iași, 22 marzo 1895 – Montevideo, 24 maggio 1987) è stato uno scrittore, filosofo e pacifista romeno.

## Biografia
Riconosciuto come teorico dell'«azione umanitaria», il suo pacifismo si esprime soprattutto durante la Prima Guerra mondiale quando si dichiara obiettore di coscienza.
Ispirato dall'anarchismo pacifista e dal socialismo, è una delle figure di spicco della corrente pacifista internazionale nel Periodo interbellico, insieme a Romain Rolland, Stefan Zweig e Albert Einstein.
Dopo l'esordio con il Movimento Simbolista rumeno, Relgis promosse la letteratura modernista e la poesia di Tudor Arghezi, pubblicando numerosi articoli in riviste letterarie e politiche. Il suo lavoro narrativo e poetico si muove tra l'Espressionismo e l'arte didattica, offrendo una rappresentazione artistica dell'attivismo e della visione pacifista di Relgis, o talora della sua lotta con il deterioramento del suo udito.
Fu membro di numerosi circoli modernisti, formatisi intorno a riviste rumene come Sburătorul, Contimporanul o Șantier, ma anche vicino al più noto quotidiano Viața Românească.
Perseguitato dal regime fascista romeno, poi dallo stalinismo, lascia il Paese clandestinamente, nel 1947, per raggiungere Montevideo (Uruguay) dove continua la sua opera in spagnolo.
Dal 1947 fino al momento della sua morte, Relgis guadagnò il rispetto dei circoli del Sud America come anarchico e pacifista, ma anche come sostenitore della cultura latino-americana.
Nel 1955, viene fatto il suo nome tra i possibili candidati per il premio Nobel per la Pace; il premio tuttavia non viene conferito in quell'anno.